# Museo diocesano (Troia)
El Museo diocesano de Troia se encuentra en el convento benedictino de la localidad italiana de Troia, en la región de Apulia. El convento fue fundado en 1605, como lo demuestran dos mármoles ubicados en la fachada del edificio frente a la catedral de la ciudad. La primera referencia al museo se encuentra en una carta en la que el cardenal Pietro Gasparri, dirigiéndose a las estructuras eclesiásticas de la península en 1923, solicitaba un informe sobre los bienes culturales en posesión de la Iglesia y sobre su estado de conservación.
La exposición conserva esculturas de bronce, pinturas de los siglos XVII y XVIII y mármoles que originalmente pertenecieron a la catedral de la ciudad. La estructura del museo se divide en salas sucesivas, paralelas a los arcos del claustro. Las instalaciones albergan objetos de diferentes períodos históricos; una valiosa estatua pintada esculpida por Giovanni da Casalbore y que representa a la Virgen María, datada en 1448; un políptico de madera del siglo XVI que reproduce la Virgen de las Gracias en el centro con San Leonardo Abad y San Antonio Abad a ambos lados. Pero la pieza más valiosa es un capitel que data del período suabo, una reliquia que tiene un gemelo en el Museo Metropolitano de Arte de Nueva York.
El museo consta de un gran claustro por el que se accede a seis salas de exposiciones: sala de los Misterios, sala de la Anunciación, sala de los Flabelli, sala de los capiteles, sala de Nuestra Señora y la cripta. En el Museo se organizan varias exposiciones cada año. Los operadores del museo son los voluntarios de la asociación cultural Terzo Millennio, que organizan actividades para acercarse a la lectura de las obras de arte.